# Jerry Lynn Ross
Jerry Lynn Ross (Crown Point, Indiana, 1948. január 20. –) amerikai űrhajós. Elsőként lett rekorder, második Franklin Chang Díaz űrhajós szolgált hét alkalommal a világűrben.

## Életpálya
1970-ben a Purdue Egyetemen  gépészmérnöki oklevelet szerzett. 1972-ben belépett a légierőbe, repülőkiképzésén túl, hajtómű tervező/tesztelő mérnökként szolgált. Repülőgépről indítható ASALM stratégiai rakéta vezető projekt mérnöke. 1976-ban az Edwards Air Force Base (Kalifornia) keretében elvégezte a tesztpilóta tanfolyamot. Az RC–135S és a B–1 repülőgépek tulajdonságait tesztelte. Több mint 3900 órát
töltött a levegőben (repülő/űrrepülő).
1979. februártól a NASA keretében részt vett a teher Műveleti Osztály munkájában. 1980. május 19-től a Lyndon B. Johnson Űrközpontban részesült űrhajóskiképzésben. Külön kiképzést kapott űrsétából (kutatás, szerelés), illetve a Canadarm (RMS) manipulátor kar működtetéséből. Kiképzett űrhajósként tagja volt az STS–41–B, STS–41–C, STS–41–D, STS–51–A és az STS–51–B, támogató (tanácsadó, problémamegoldó) csapatának. 1990-től az Űrhajós Felvételi Bizottság megbízott helyettese, az Űrhajózási Hivatal vezetője.
Hét űrszolgálata alatt összesen 58 napot, 00 órát és 52 percet (1393 óra) töltött a világűrben. Kilenc EVA (kutatás, szerelés) alatt több mint 58 órát 18 percet töltött a világűrben. Űrsétáinak rekordját Michael Eladio Lopez-Alegria döntötte meg, 10 űrséta alatt összesen 67 óra 40 perccel. Űrhajós pályafutását 2012. január 20-án fejezte be.

## Űrrepülések
- STS–61–B, az Atlantis űrrepülőgép 2. repülésének küldetés specialista. Három műholdat helyeztek pályairányba. Első űrszolgálata alatt összesen 6 napot, 21 órát, 4 percet és 49 másodpercet töltött a világűrben. 4 568 883 kilométert (2 466 956 mérföldet) repült, 109 alkalommal kerülte meg a Földet.
- STS–27, az Atlantis űrrepülőgép 3. repülésének küldetés specialista. Az Amerikai Védelmi Minisztérium megbízásából indított Space Shuttle repülés. Második űrszolgálata alatt összesen 4 napot, 9 órát és 5 percet (105 óra) töltött a világűrben. 2 929 000 kilométert (1 812 075 mérföldet) repült, 68 kerülte meg a Földet.
- STS–37, az Atlantis űrrepülőgép 8. repülésének küldetés specialista. A legénysége útnak indította a Compton űrtávcsövet. Harmadik űrszolgálata alatt összesen 5 napot, 23 órát és 32 percet (144 óra) töltött a világűrben. 3 952 972 kilométert (2 487 075 mérföldet) repült, 93 kerülte meg a Földet.
- STS–55, a Columbia űrrepülőgép 14. repülésének hasznos teher parancsnoka. Spacelab küldetését a DFVLR német űrügynökség szponzorálta. Az amerikai/német legénység két váltásban napi 24 órán keresztül dolgozott a tervezett 88 kísérlet elvégzésén az alábbi tudományágakban: folyadékok fizikája, anyagtudományok, élet- és biológiatudomány, földmegfigyelés, légkörfizika és csillagászat. Negyedik űrszolgálata alatt összesen 9 napot, 23 órát és 40 percet (240 óra) töltött a világűrben. 6 701 603 kilométert (4 164 183 mérföldet) repült, 160-szor kerülte meg a Földet.
- STS–74, az Atlantis űrrepülőgép 15. repülésének küldetés specialista. Második űrrepülőgépként dokkoltak a Mir űrállomással. Szállítottak 1,5 tonna rakományt (életfeltételek, műszerek, kísérleti anyagok). Egy űrszolgálata alatt összesen 8 napot, 4 órát és 31 percet (196 óra) töltött a világűrben. 5 500 000 kilométert (3 400 000 mérföldet) repült, 128 kerülte meg a Földet.
- STS–88, az Endeavour űrrepülőgép 13. repülésének küldetés specialista. A ISS szerelési küldetése, a Unity (kikötőmodul), a Node 1 felhelyezése, ami az ISS első amerikai modulja. Ötödik űrszolgálata alatt összesen 11 napot, 19 órát és 18 percet (283 óra) töltött a világűrben. 7 600 000 kilométert (4 700 000 mérföldet) repült, 185 kerülte meg a Földet.
- STS–110, az Atlantis űrrepülőgép 25. repülésének küldetés specialista. A 13. küldetés a Nemzetközi Űrállomásra (ISS), leszállították az első szegmenst, a központi rácsszerkezetet. Az S0 elem tizenkét tonnás, 13,4 méter hosszú és 4,6 méter széles. Hatodik űrszolgálata alatt összesen 10 napot, 19 órát és 42 percet (260 óra) töltött a világűrben. 7 240 000 kilométert (4 500 000 mérföldet) repült, 171-szer kerülte meg a Földet.